# Arco de Eginardo
El Arco de Eginardo fue un relicario confeccionado por Eginardo, escritor franco del siglo IX d. C. En el relicario se reproducía a pequeña escala un arco triunfal romano. Se cree que en su interior se cree que había un fragmento de la lignum crucis. Estaba hecho, presumiblemente, de plata repujada, probablemente sobre un núcleo de madera que se cree que fue regalado por Eginardo en la Basílica de San Servacio en Maastricht. Servía de base para una cruz de altar. Sin lugar a dudas, tiene como modelo los arcos triunfales romanos. La temática de las figuras representa la victoria del cristianismo, no triunfos bélicos. La figura ecuestre es similar a la figurita de bronce de Carlomagno ecuestre del Louvre. Ambos elementos son manipulaciones deliberadas de elementos de la Antigüedad, no copias.

## Historia
Se cree que el Einhardsboog se originó en los talleres del palatino real en Aachen y probablemente fue donado por Einhard a la Iglesia de San Servacio poco después de su creación. Einhard fue un erudito en la corte de Carlomagno y su sucesor Lodewijk el Piadoso y también abad de varios monasterios, incluido el de Maastricht. A través de él, la Iglesia de San Servacio entró en posesión de las reliquias de los santos mártires Marcelino y Pedro, quienes en 828 experimentaron una verdadera procesión triunfal pasando por varias iglesias en el Mosa y Renania, donde, según Einhard, un gran número de milagros sucedió en Maastricht en particular. Quizás Einhard es también el donante de los llamadosllave de Sint-Servaas, una llave de plata dorada, que según el historiador de arte AM Koldeweij procede de los talleres de Aquisgrán. De los objetos (posiblemente) donados por Einhard, solo han sobrevivido la llave y las reliquias de Marcelino y Pedro.
La cruz que muy probablemente estuvo montada en el Arco de Einhards ha desaparecido desde tiempos inmemoriales. No se menciona en los archivos de la Iglesia de San Servacio. Sin embargo, hasta el siglo XIX, se mantuvo una reliquia de la Santa Cruz en el tesoro de la Iglesia de Servatius, que se dice que proviene de Constantino el Grande y que, por lo tanto, puede ser el último rastro de la reliquia de Einhard en la cruz. Otra posibilidad es que la gran cruz patriarcal que el cabildo de San Servacio mandó realizar a finales del siglo XV por el platero Ulrich Peters, estuviera rellena con las reliquias de la cruz de la entonces demolida cruz de Einhard.
Desde finales de la Edad Media en adelante, el Einhardsboog, entonces llamado porta, se menciona regularmente en los inventarios de las iglesias y se representa en formas confesionales y tonificantes, junto con una segunda porta más pequeña. En ese momento ya había surgido la leyenda de que las dos portae habían sido tomadas de Tongeren por Sint-Servaas y que las habían encontrado en sus brazos durante su traslado. Un dibujo esquemático del Arco de Einhard apareció en Monumenta historiae leodinensis de Henri van den Berch en 1633. Hacia mediados del siglo XVIII, el arco de Einhard (y el arco más pequeño) se representaron por última vez en una forma tonificada, de lo que se puede deducir que el precioso objeto todavía servía como relicario u objeto litúrgico en ese momento. Una factura de reparación y limpieza de 1774/75 es la última señal de que el objeto todavía estaba en el tesoro de la iglesia en ese momento. Probablemente se fundió poco después de la llegada de los franceses en 1794 para hacer frente a las fuertes estimaciones de guerra, o desapareció después de la abolición del capítulo (finales de 1797).
El objeto perdido fue mencionado por primera vez en el siglo XIX por el historiador de arte y canónigo de Aquisgrán Franz Bock y el capellán y tesorero de Maastricht Michaël Willemsen en la versión en francés de su descripción de los tesoros de la iglesia de Maastricht, publicada en 1873. asumió el regalo de dos arcos de plata de Einhard alrededor de 828. El segundo arco puede haber sido inspirado en formas antiguas de tonos de la iglesia de San Servacio, en la que se pueden ver dos arcos más o menos idénticos. El archivista Pierre Doppler se hizo cargo de este último en 1936, pero colocó la donación un poco antes, en 825.
En 1949, el francés Blaise de Montesquiou-Fezensac publicó un dibujo hasta ahora desconocido del Arco de Einhard del siglo XVII de la colección de manuscritos de la Bibliothèque nationale de France, que inmediatamente llamó la atención de todos los interesados en el arte carolingio. El hallazgo pronto se convirtió en un “eslabón perdido” para el conocimiento de la orfebrería carolingia y para el papel de Einhard en ella. En 1971, el Münsteraner Diskussion zum arcus Einhardi, dirigido por el medievalista Karl Hauck, llevó a la conclusión de que el arco triunfal debe haber servido como pedestal para una cruz triunfal que contenía una partícula de la cruz, que Lotario Ien 823 en su coronación imperial en Roma del Papa. Esto significa que la donación de Einhard podría datarse alrededor del año 825. Hauck compara la donación de la reliquia de la cruz por parte de Einhard a la abadía de Servaas con las donaciones de Carlomagno a las iglesias de Roma después de su coronación en 800. El arqueólogo e historiador del arte de Maastricht Titus Panhuysen también cree que los valiosos obsequios fueron tan "significativos donación". La presencia de este tesoro real en la tumba de San Servacio explicaría también el posterior interés de los duques de (Baja) Lorena por Maastricht. En 2020, Panhuysen donó un modelo 3D plateado (escala 1:1) del Einhardsboog al Tesoro de Sint-Servaas.

## Descripción
El Arco de Einhard era un objeto de plata con la forma de un arco triunfal romano, cuyas dimensiones exactas se desconocen. Hauck calculó una altura de 32 cm y un ancho de 25 cm. Partiendo de la hipótesis de que el objeto sirvió de base para una cruz reliquia (que pudo tener entre 30 y 60 cm de altura), se puede deducir más o menos que la altura del arco será de entre 30 y 45 cm. cantidades, el ancho entre 25 y 40 cm, y la profundidad aproximadamente 20 cm. La altura total del arco con cruz podría ser entonces de más de 100 cm. Por el lado material del Arcus Einhardi sólo sabemos que estaba hecho de plata y que probablemente estaba decorado con placas de esmalte. Además, tenemos una excelente imagen de laprograma iconográfico, gracias al dibujo muy detallado de un viajero desconocido, que copió el objeto en el siglo XVII. El viajero (¿un peregrino?) hizo un dibujo tridimensional ampliado, que permite describir todos los lados del Arco de Einhard, a excepción de la parte superior e inferior.
El arco triunfal tenía una llamada tabula ansata, una inscripción en la que el donante se identifica como "Einhardus peccator". La traducción del texto dice: "La colocación de este arco en apoyo del signo de la victoria eterna, así como su consagración a Dios, ha sido realizada por el pecador Einhard". La inscripción no solo aclara quién fue el donante; también explica su función. El arco sirvió para sostener el "signo de la eterna victoria", con el que sólo la cruz de Cristopuede estar destinado, el símbolo cristiano de la victoria celestial. De esto se puede deducir que el Arco de Einhards era el portador de una reliquia cruzada, probablemente en forma de cruz triunfal. En él se encontraban reliquias de la Santa Cruz, partículas de la cruz de Jesús, supuestamente encontradas en Jerusalén en el siglo IV por Helena, madre de Constantino el Grande.
El dibujo de París parece ser una representación fidedigna de la herrería original. En la parte superior del arco hay un pedestal en forma de bloque, cuyos cuatro lados están decorados con celosías de estilo romano en un patrón regular de cuadrados, diagonales y rombos. Las rosetas se encuentran en las intersecciones. El ático muestra en medio del frente a Cristo entronizado en medio de sus doce apóstoles.que se sientan en un banco largo, tres a su izquierda, tres a su derecha, y dos veces tres a los lados del arco. La tabula ansata con el texto de la consagración se coloca en el centro de la parte posterior, flanqueada por dos ángeles. En el registro inferior, los cuatro espacios junto al arco están ocupados por imágenes de los evangelistas escritos y sus símbolos en medallones. En el anverso están Marcos (con un león alado) y Lucas (con un buey alado), en el reverso Mateo (con un ángel) y Juan (con un águila). Los lados de conexión muestran una escena del Nuevo Testamento: a la izquierda elAnunciación, derecha Juan Bautista señalando a Jesús.
Sobre los dos pasillos hay pequeños medallones, en el frente con una cruz griega, en la parte posterior con un monograma de Cristo. En el registro inferior del arco triunfal, a cada lado de la puerta, monta guardia un santo soldado con traje romano, armado con lanza y escudo, uno de los cuales pisotea un dragón, una serpiente o un basilisco. A los lados del arco, un podio decorado representa santos soldados de dos en dos, cada uno sosteniendo un vexillum, un estandarte militar. Los ocho santos soldados están todos provistos de un nimbo.
En el pasaje de la puerta se representan dos jinetes a caballo, que pisotean a un dragón con sus cascos y los atraviesan con una lanza. Son los únicos representados sin nimbo, en medio de todos los apóstoles y santos. Uno está vestido con una armadura romana, el otro parece estar usando un traje militar más contemporáneo.
Ya no se puede determinar cómo era la cruz que una vez estuvo en el arco de Einhardi; uno puede imaginarlo estudiando cruces reliquia de la misma época. Quizás la cruz era una crux gemmata, una cruz con gemas, como la famosa cruz de las Ardenas en el Germanisches Nationalmuseum en Nuremberg.

## Iconografía
Los temas iconográficos del Arco de Einhard están tomados en gran parte del Nuevo Testamento. El monograma de Cristo y la cruz griega son símbolos de la época de Constantino el Grande para la victoria de la fe cristiana. El dragón o serpiente que es aplastado tres veces es el mal que es vencido por Cristo y sus seguidores. Las dos escenas del Nuevo Testamento en las elevaciones laterales del arco apuntan a la venida del Mesías.
Según Hauck, los dos jinetes a caballo representan al propietario anterior y posterior de la reliquia de la cruz que se guardaba en la cruz de la reliquia perdida: el emperador romano Constantino el Grande y el emperador contemporáneo Lotario I. Los santos soldados probablemente representan a los mártires de la Legión Tebana. Estos se representan tradicionalmente como soldados romanos y, aparte de su equipo y un vexillum, generalmente no tienen ningún atributo aparente. Por lo tanto, son difíciles de identificar. Quizás uno de los soldados con lirios en su escudo sea San Alejandro de Bérgamo. El centinela con dos cruces en forma de trébol en su escudo sería tanto San Mauricio como San Víctor puede ser.

## Trascendencia histórico-artística del Arco de Eginardo
El Arco de Einhard puede verse como una ilustración perfecta de la idea carolingia de la renovatio Romani Imperii, el renovado interés por el patrimonio cultural romano, que se reflejó en el Renacimiento carolingio a principios del siglo IX. El pedestal en forma de bloque del Arco Einhard con celosía de estilo romano en un patrón geométrico con rosetas en las intersecciones recuerda mucho a las puertas de bronce de la Capilla Palatina en Aquisgrán, que se consideran el pináculo de la orfebrería carolingia.
Además, en términos de material, técnica y diseño, el Arco de Einhard está estrechamente relacionado con una serie de otros objetos de los talleres de Aachen, incluida la Llave de San Servando en el Tesoro de la Basílica de San Servando en Maastricht, el cáliz de Lebuïnus en el Museo Catharijneconvent en Utrecht, la jarra de oro de Carlomagno y una copa romana temprana en accesorios de plata carolingios en la abadía de San Mauricio en Suiza, y una serie de marfiles del mismo período en varias colecciones. Con base en estas similitudes, se puede concluir que el Arco de Einhard no solo fue un regalo de alguien estrechamente relacionado con la corte de Carlomagno, sino que el arco probablemente se originó en esa misma corte.